# Ryan Steele
Ryan Steele (Walled Lake, 3 agosto 1990) è un attore e ballerino statunitense.

## Carriera
Dopo aver studiato danza alla Juilliard School, Ryan Steele debuttò a Broadway nel 2009 con il revival di West Side Story con Josefina Scaglione in cui interpretava Baby John. Nel 2011 è nuovamente a Broadway con Billy Elliot the Musical di Elton John e nel 2012 recita in Newsies e viene candidato all'Astaire Award al miglior ballerino. Nel 2013 e nel 2015 ha recitato in Matilda a Broadway. Nel 2015 ha danzato all'87ª edizione della cerimonia degli Oscar. Nel 2018 torna a Broadway con il revival di Broadway di Carousel con Renée Fleming e Jessie Mueller.
Ryan Steele è gay dichiarato è ha avuto una relazione per due anni con il cantante e attore Matt Doyle.

## Filmografia

### Cinema
- Horror Movie (Stan Helsing), regia di Bo Zenga (2009)
- Five Dances, regia di Alan Brown (2013)
- Sto pensando di finirla qui (I'm Thinking of Ending Things), regia di Charlie Kaufman (2020)

### Televisione
- Smallville - serie TV, un episodio (2004)
- Smash - serie TV, un episodio (2004)
- Peter Pan Live! - film TV (2014)